# Villey-sur-Tille
 Villey-sur-Tille  là một xã thuộc tỉnh Côte-d'Or trong vùng Bourgogne-Franche-Comté miền đông nước Pháp.